# Muhr (Salzburg)
Muhr ist eine der 15 Gemeinden im Bezirk Tamsweg (Lungau), Land Salzburg in Österreich und hat 490 Einwohner (Stand 1. Jänner 2025). Im Gemeindegebiet entspringt der – fast – gleichnamige Fluss Mur.

## Geographie
Das Gemeindegebiet umfasst das oberste Murtal. Unter „Oberstes Murtal“ kann man im weiteren Sinne auch den ganzen Lungau verstehen – Oberes Murtal bezeichnet speziell den steirischen Abschnitt bis Bruck an der Mur. Hierorts versteht man unter Murtal aber insbesondere den Abschnitt von St. Michael über Ramingstein bis an die Landesgrenze bei Kendlbruck/Predlitz, der als Talweitung von St. Michael bis Tamsweg den Kernraum des Lungau darstellt, und auch als Teil des Lungauer Beckens gesehen werden kann.
Um das Tal von Muhr als eines der Nebentäler dieses Kernraumes zu kennzeichnen, hat sich der Begriff Muhrtal – wie die Gemeinde in der alten Schreibung mit «h» – eingebürgert.
Ortsüblich bezeichnet man die Talung, wie im oberdeutschen häufig, schlicht nur als die Muhr.
Daneben findet sich auch der Name Murwinkel. Dieser alte Flurname bezeichnet ursprünglich die Pfarrei, also die Gegend um Hl. Rupert und die Bergbauregion Rotgülden. Er findet sich sowohl für das ganze Muhrtal im Sinne des Gemeindegebiets,
auch entsprechend den heutigen Ortschaften Vorder- und Hintermuhr als Vorderer und Hinterer Murwinkel,
als auch speziell für das unbesiedelte oberste Tal oberhalb von Rotgülden.
Das Muhrtal misst etwa 20 Kilometer. Es bildet in seinem äußeren Teil noch eine Fortsetzung der Mur-Mürz-Furche, und um Schellgaden noch einen Ausläufer des Lungauer Beckens. Es zieht sich etwas südlich von St. Michael am Fuß des Katschbergs westwärts. Es führt dann über Hemrach und die Vordermuhr bergeinwärts; letztere gliedert sich in Untere und Obere Au. Auf etwa halber Länge ist es durch den Murfall gegliedert, ab diesem Raum spricht man von Hintermuhr. Hier zweigt das Altenbergtal südwestwärts ab. Ab Rotgülden führt es stärker nordwestwärts und bildet den Murwinkel im engeren Sinne. Hier zweigt südwestwärts das Rotgüldental zum Rotgüldensee ab. Bei Jagdhaus Muritzen folgt ein weiters Nebental, das Muritzental mit dem Karwassersee. Bei der Sticklerhütte knickt dann auch das Tal der Mur – noch immer taleinwärts gesehen – südwestwärts. Der allerhinterste Teil heißt dann Schmalzgrube. Hier entspringt am Fuß des Frauennocks die Mur (Murursprung).
Der Kamm nördlich ist die Weißeckgruppe der Radstädter Tauern, mit dem Weißeck (2711 m ü. A.). Dahinter liegt das Zederhaustal als Nachbartal des Muhrtals. Südlich liegt die Hafnergruppe der Ankogelgruppe, mit dem Kareck (2481 m ü. A.) über dem Katschbergpass und dem Großen Hafner (3076 m ü. A.) als Hauptgipfel. Dieser Kamm ist die salzburgisch-kärntnerische Landesgrenze, dahinter befindet sich im Süden das Pöllatal, das oberste Tal der Lieser, und im Westen das oberste Maltatal um den Kölnbreinspeicher. Der Kamm des Schöderhorns (2475 m ü. A.) verbindet die beiden Bergzüge, über ihn leitet das Murtörl zum Pongauer Großarltal. Diese Grat gehört zum Alpenhauptkamm, und das Murtörl trennt die Hohen Tauern, zu denen der Hafner gehört, von den Niederen Tauern, zu denen das Weißeck gerechnet wird.

### Gemeindegliederung
Das Gemeindegebiet umfasst folgende drei Ortschaften und Katastralgemeinden (in Klammern Einwohnerzahl Stand 1. Jänner 2025):
- Hintermuhr (81) am Talschluss, mit Jedl, Reit, Rotgülden und Unterm Fall
- Schellgaden (57) talauswärts, mit Hemerach
- Vordermuhr (352) mit Laas, dem Kirchweiler Muhr, Obere Au, Untere Au

Einziger Zählsprengel ist Muhr für das ganze Gemeindegebiet.
Die Gemeinde gehört zum Gerichtsbezirk Tamsweg. Bis Ende Jänner 1962 gehörte sie dem Gerichtsbezirk Sankt Michael im Lungau an.
Die Gemeinde kooperiert mit den anderen Lungaugemeinden und den angrenzenden Kärntner Gemeinden im UNESCO-Biosphärenpark Salzburger Lungau und Kärntner Nockberge. Außerdem gehört sie – als einzige Lungauer Gemeinde – zu den Nationalparkgemeinden Nationalpark Hohe Tauern, wobei zum Nationalpark nur die jeweiligen Talschlüsse des Rotgüldentals, des Muritzentals und beim Murursprung gehören.

### Nachbargemeinden
|                                       | Zederhaus                                   |                                           |
| Hüttschlag (Bez. St. Johann (Pongau)) | Kompassrose, die auf Nachbargemeinden zeigt | Sankt Michael im Lungau                   |
| Malta (Bez. Spittal, KTN)             |                                             | Rennweg am Katschberg (Bez. Spittal, KTN) |

## Geschichte
Über die Besiedlung gibt es bis in die Römerzeit, die im Lungauer Kernraum gut erhalten ist, keine Nachweise.
Ab dem Mittelalter war das Muhrtal eine bedeutende Bergbauregion. Schon im späteren Hochmittelalter, Mitte des 14. Jahrhunderts, sind der Goldbergbau Schellgaden und der Arsenbergbau Rotgülden nachweislich. Sie wurden von den Salzburger Erzbischöfen betrieben. Die Blütezeit des Bergbaus fällt in das 16. Jahrhundert, zu der Zeit waren 150 Abbaustellen namentlich bekannt. 1523 ist auch die Rupertkirche in Muhr (ecclesia s. Ruperti in valle mur) nachweislich. 1670 wurde ein Vikariat von St. Michael eingerichtet.
1813 wurde das vormalig Michaeler Vikariat zur Pfarre Muhr im Lungau (urspr. Murwinkel) erhoben. Während der Goldabbau in Schellgaden 1818 beendet wurde, war das Bergwerk Rotgülden noch Ende des 19. Jahrhunderts das größte Arsenikwerk der Habsburgermonarchie.
Die Produktion in der Arsenhütte wurde 1994 eingestellt. Die britische Bergbaufirma Noricum Gold hatte Mai 2015 die mehrjährige Goldsuche um das ehemalige Goldbergwerk Rotgülden aus Kostengründen wieder eingestellt. Mehrere Probebohrungen waren bis in 150 m Tiefe vorgetrieben worden.
Am 29./30. Oktober 2018 wurde der tiefliegende Ortskern nach starken Regenfällen von der ausufernden Mur überschwemmt.

## Politik

### Gemeinderat
| Gemeinderatswahl 2024Wahlbeteiligung: 86,6 % 6050403020100 54,2 % (−0,3 %p)28,6 % (−0,3 %p)17,2 % (+0,6 %p) ÖVPSPÖFPÖ20192024 |

Die Gemeindevertretung hat insgesamt 9 Mitglieder.
- Mit den Gemeindevertretungs- und Bürgermeisterwahlen in Salzburg 2004 hatte die Gemeindevertretung folgende Verteilung: 5 ÖVP, 3 SPÖ, und 1 FPÖ.
- Mit den Gemeindevertretungs- und Bürgermeisterwahlen in Salzburg 2009 hatte die Gemeindevertretung folgende Verteilung: 4 SPÖ, 4 ÖVP, und 1 FPÖ.
- Mit den Gemeindevertretungs- und Bürgermeisterwahlen in Salzburg 2014 hatte die Gemeindevertretung folgende Verteilung: 4 SPÖ, 4 ÖVP, und 1 FPÖ.
- Mit den Gemeindevertretungs- und Bürgermeisterwahlen in Salzburg 2019 hatte die Gemeindevertretung folgende Verteilung: 5 ÖVP, 3 SPÖ, und 1 FPÖ.[18]
- Mit den Gemeindevertretungs- und Bürgermeisterwahlen in Salzburg 2024 hat die Gemeindevertretung folgende Verteilung: 5 ÖVP, 3 SPÖ und 1 FPÖ.[19]

### Bürgermeister
- bis 2004 Hans Hohenwarter (ÖVP)[20]
- 2004–2009 Hubert Gruber (ÖVP)
- 2009–2019 Ernst Josef Kandler (SPÖ)[21]
- seit 2019 Hans-Jürgen Schiefer (ÖVP)[22]

### Wappen
Blasonierung: Ein Schild, schräg geteilt von einem doppelten Wellenband in Blau, darüber im linken Feld in Silber ein Mann mit rot-silber verwechselten Kleidern, rechts ein Schwert, links einen goldenen Ring mit Rubin haltend, darunter im rechten Feld in Gold ein Blahhaus in Schwarz.
Der Mann ist der örtliche Samson. Blahhaus meint eine kleine Hochofenanlage und bezieht sich insbesondere auf den Arsenbergbau Rotgülden.

## Kultur und Sehenswürdigkeiten

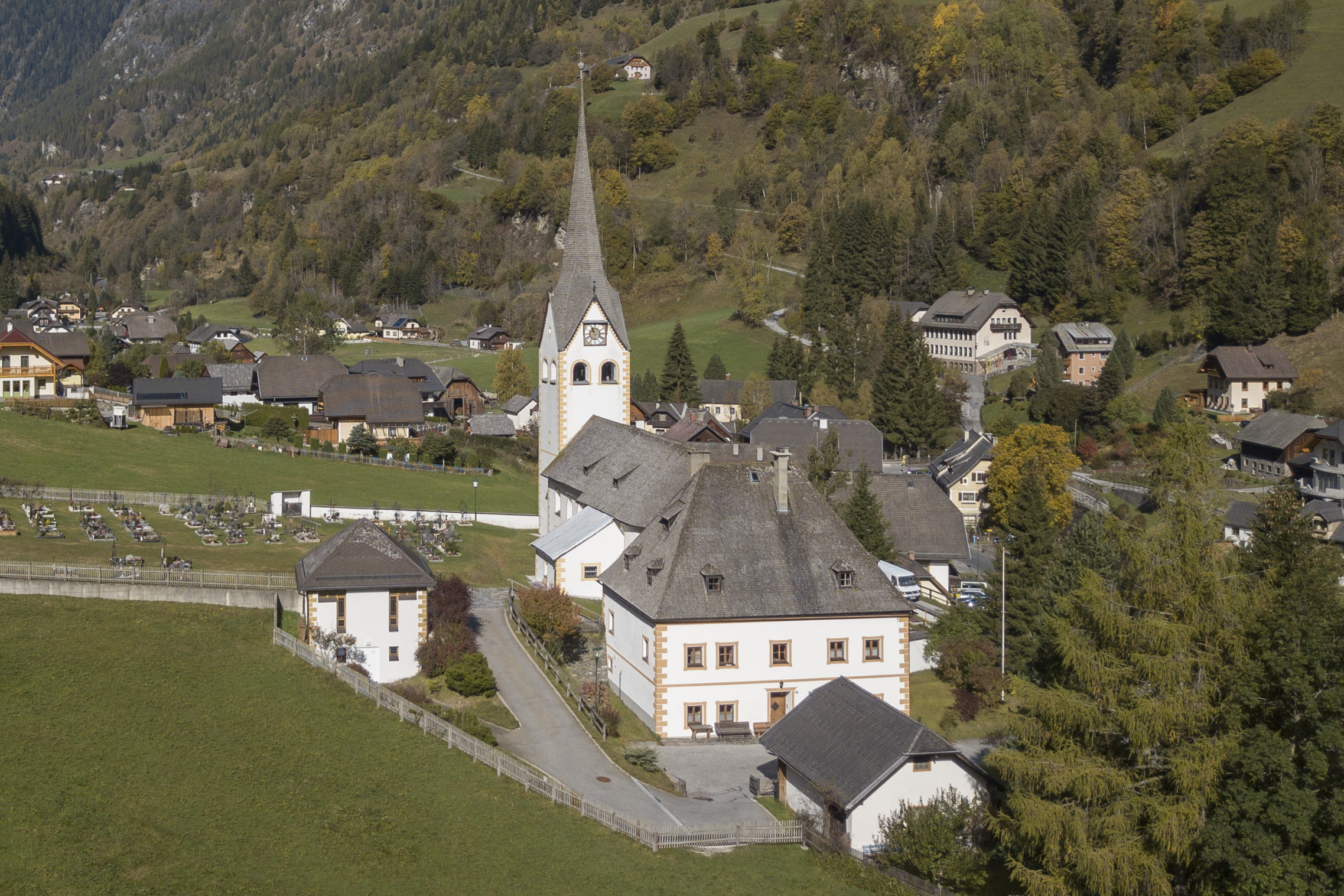
Pfarrkirche Muhr im Lungau

- Katholische Pfarrkirche Muhr im Lungau hl. Rupert
- Prangstangen
- Die Riesenfigur Samson

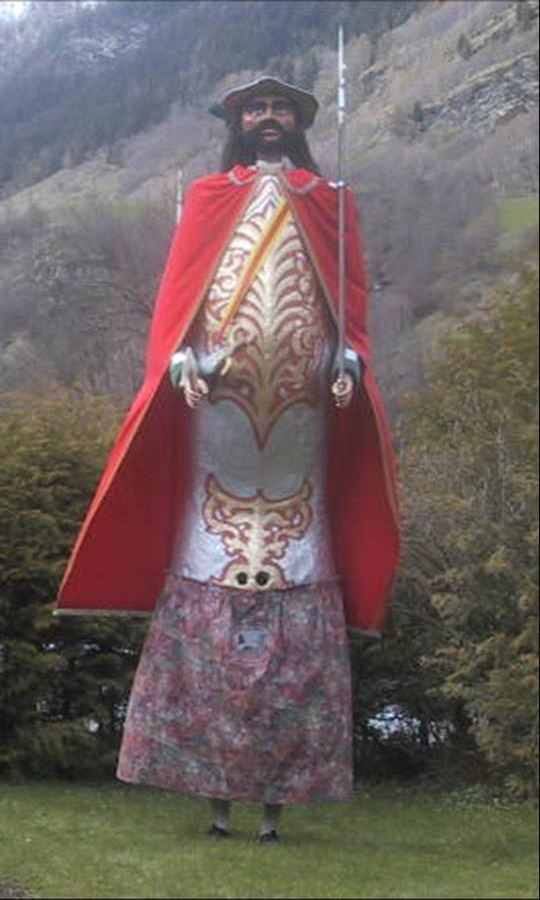
Der Samson von Muhr
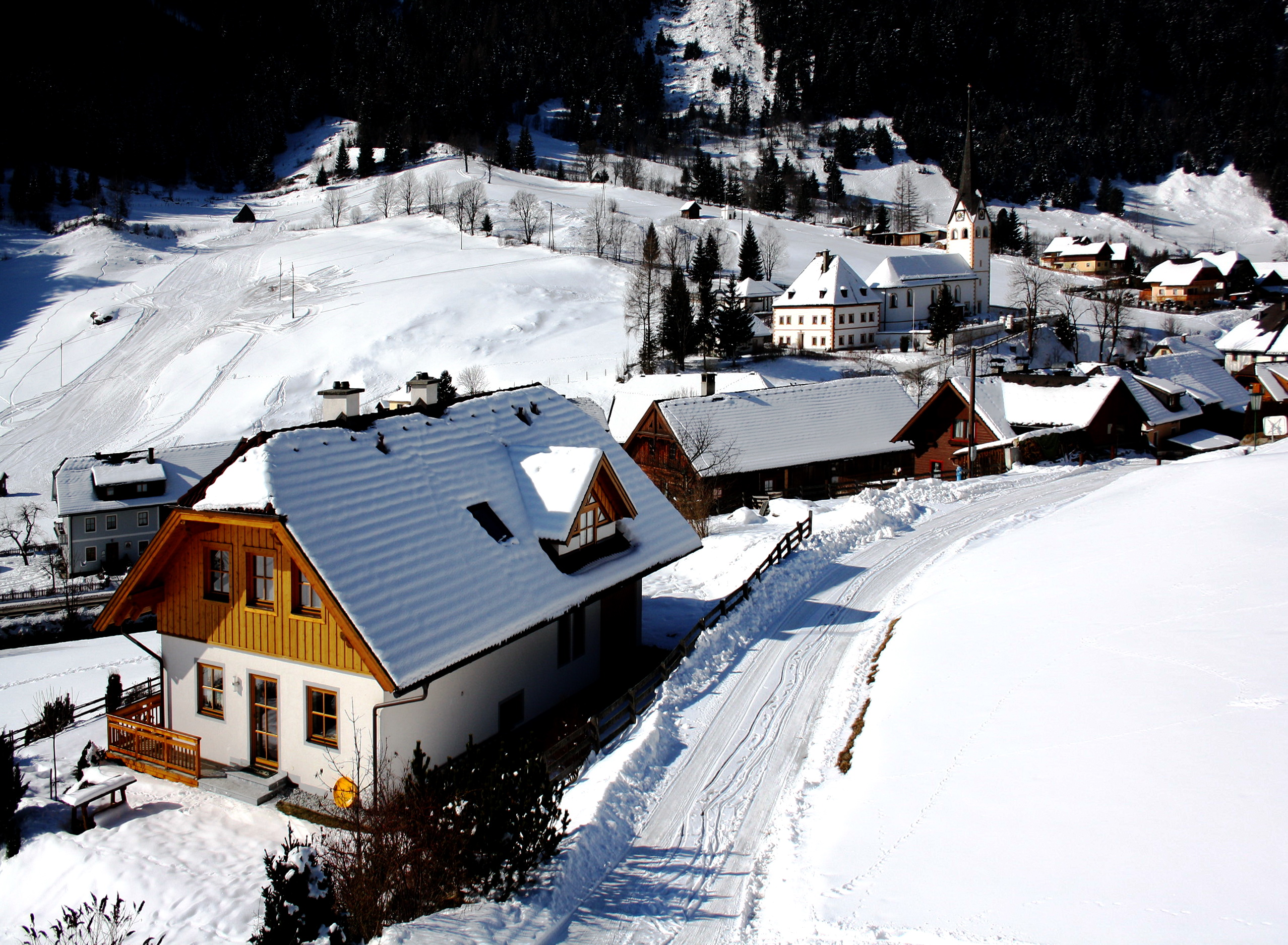
Blick in den Ort
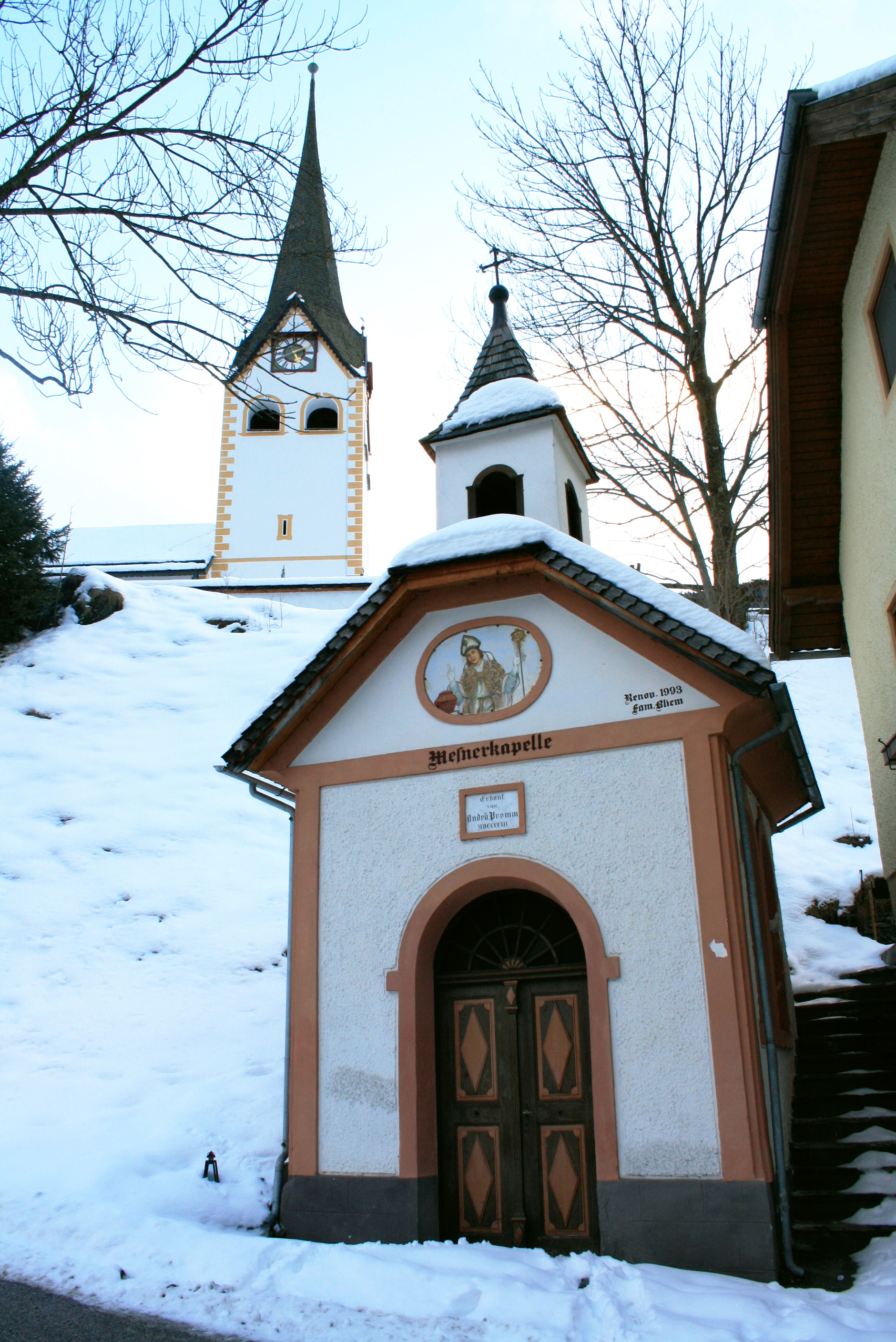
Kapelle

## Wirtschaft
Auf dem Gemeindegebiet von Muhr befinden sich die Kraftwerke Murfall, Rotgülden und Hintermuhr der Kraftwerksgruppe Lungau der Salzburg AG, dem Infrastrukturunternehmen der Stadt Salzburg für Energie, Verkehr und Telekommunikation.
In Muhr beginnt der über 300 km durch Österreich führende Murradweg. Bis hinauf zur Sticklerhütte führt ein grober, zuletzt sehr steiler Fahrweg aus Schotter. Ganz hinauf zum Murursprung im Kar verläuft ein eher flacher Wanderpfad. Schattseitig, in der Hafnergruppe, liegt die Rotgüldenseehütte.

## Persönlichkeiten

### Ehrenbürger der Gemeinde
- Franz Pfeifenberger[23]
- 1950: Heinrich Hummer[24]

### Söhne und Töchter der Gemeinde
- Matthias Premm (1890–1973), Theologe